# Авдотьино (деревня, Ступинский район)
Авдотьино — деревня в Ступинском районе Московской области в составе Семёновского сельского поселения (до 2006 года входила в Семёновский сельский округ).

## География
Авдотьино расположено на западе района, на большом Московском кольце, на безымянном правом притоке реки Лопасня, высота центра деревни над уровнем моря — 141 м. Ближайшие населённые пункты: Семёновское — около 300 м на восток, Мышенское в 1,2 км южнее и Колычево — около 1,7 км на юго-запад.

## Население
| 2002 | 2006 | 2010 |
| ---- | ---- | ---- |
| 25   | ↘19  | ↘7   |

## Инфраструктура
На 2015 год Авдотьино фактически — дачный посёлок: при 7 жителях в деревне 7 улиц и 1 проезд.
Деревня связана автобусным сообщением с соседними населёнными пунктами.

## Достопримечательности
В Авдотьино в начале XX века были построены две часовни — деревянная кладбищенская Николая Чудотворца (на месте деревянной Никольской церкви, существовавшей в XVI—XVIII веках), 1904 года постройки и кирпичный часовенный столб 1900 года — обе к настоящему времени не сохранились.